# Grúa de brazo nivelado
Una grúa de brazo nivelado se caracteriza porque es capaz de desplazar longitudinalmente la carga suspendida (es decir, hacia atrás o hacia adelante) mientras el gancho de suspensión se mantiene a una altura fija de forma automática.
Normalmente esta denominación sólo se aplica a aquellas grúas que disponen de un mecanismo adicional específico para mantener el nivel del gancho cuando el brazo de la grúa bascula, acortando o alargando su longitud de trabajo efectiva.
Mantener la carga suspendida a un nivel fijo es especialmente importante cuando es necesario desplazar con precisión cargas próximas al suelo o a plataformas horizontales (como en edificación o en construcción naval). Esto explica parcialmente la gran difusión de las grúas de brazo horizontal fijo (grúa torre) para estos usos.

## Grúa tipo "Toplis"

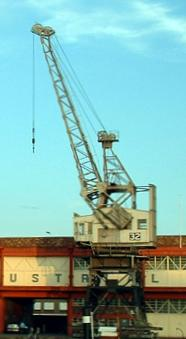
Grúa tipo "Toplis"

Una primera forma de grúa de carga nivelada era el diseño "Toplis", inventado por la firma británica Stothert & Pitt en 1914. El brazo de esta grúa gira arriba y abajo como en una grúa convencional. Sin embargo, el gancho de la grúa se puede mantener a nivel constante, soltando o recogiendo cable automáticamente. Esto se consigue mediante una conexión puramente mecánica, guiada por el movimiento de giro del brazo, mediante un sistema de compensación formado por dos grupos de poleas (uno situado sobre la cabina de la grúa, y el otro en el extremo libre del brazo).

## Grúa tipo "cabeza de caballo"

Brazo tipo "cabeza de caballo", mostrando la posición nivelada del gancho

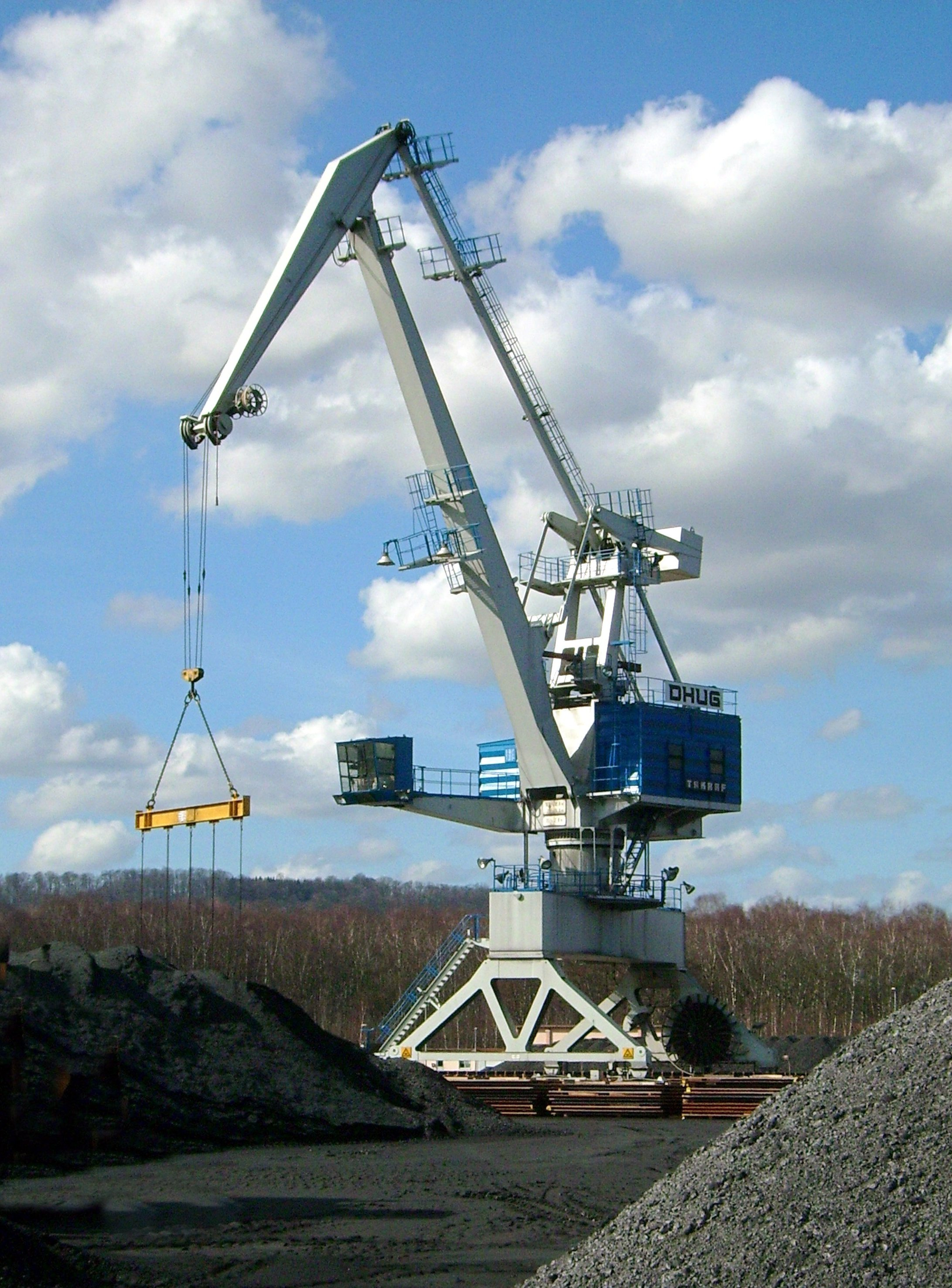
Diseño tipo "cabeza de caballo"

El mecanismo habitual en las grúas modernas para mantener el brazo a nivel es añadirle un mecanismo del tipo "cabeza de caballo" (denominado así por el parecido de la silueta del mecanismo con la cabeza de un caballo; "horse-head jib" en inglés). Mediante un diseño geométrico cuidadoso, es posible mantener constante el nivel del brazo meramente por la acción enlazada de las piezas articuladas con las que se enlaza.

## Grúa de nivelación motorizada
A medida que las grúas y sus sistemas de control se han ido sofisticando, se ha hecho posible controlar el nivel de la carga mediante sistemas motorizados capaces de soltar o recoger cable con este propósito cuando sea necesario. El primero de estos sistemas utilizaba un bloqueo mecánico entre los tornos de arrollamiento del cable, simplificando la construcción de la grúa y proporcionando un sistema de nivelación de la carga aceptable.
Los sistemas más modernos utilizan motores reversibles con control electrónico de velocidad en los tornos de arrollamiento del cable, capaces de dar una exactitud de posicionamiento de centímetros. Algunas de estas grúas utilizan sistemas de transmisión hidráulicos para conseguir movimientos más precisos, encareciendo y complicándo su construcción y mantenimiento. Esto hace que el uso de sistemas hidráulicos esté limitado a trabajos donde se precisa una gran exactitud de movimientos, como en la construcción naval.

## Cabinas de control suspendidas
Estos mecanismos también se aplican a algunos tipos de grúas en los que la cabina de control va montada sobre su propio brazo, siguiendo el movimiento del brazo principal de la grúa. Esta disposición se adopta cuando es necesario mejorar la visión del operador, en tareas como la carga y descarga de buques.

## Modelismo
Las grúas han sido durante mucho tiempo un tema popular para el montaje de modelos de Meccano, y las grúas de brazo basculante no son ninguna excepción.